# 玄武岩湖

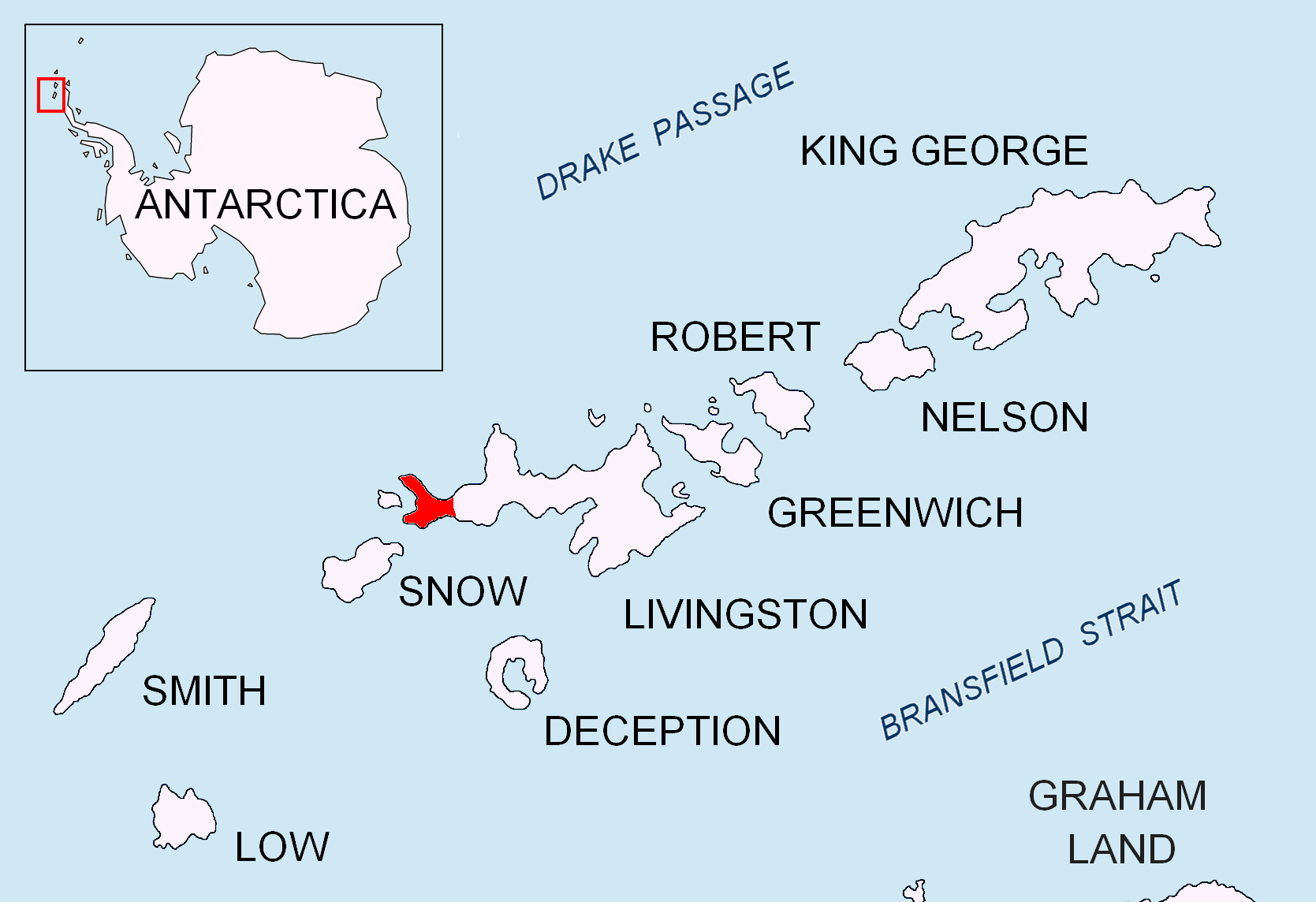

玄武岩湖是南極洲的湖泊，位於南設得蘭群島中利文斯頓島的拜爾斯半島中部，處於錫勒山東北面4.07公里和燦布拉克山西南面3.02公里，最終注入布蘭斯菲爾德海峽。
62°38′35″S 61°03′33.7″W / 62.64306°S 61.059361°W

## 外部連結
- SCAR Composite Antarctic Gazetteer（页面存档备份，存于）.